# Antonio Pérez Olea
Antonio Pérez Olea (Madrid, 11 de diciembre de 1923-Villamantilla (Madrid), 5 de enero de 2005) fue un compositor de música español, reconocido por sus composiciones para obras cinematográficas, además de profesor de Armonía en el Real Conservatorio de Música de Madrid.

## Biografía
Pérez Olea es hijo de un aviador y médico militar, Antonio Pérez Nuñez, y de una consumada pianista, Rosa Olea Cortés. Debido a un defecto de nacimiento (labio y paladar hendidos), sus primeros años de vida transcurren en la casa familiar, donde recibe lecciones de su madre a partir de los apuntes de su hermano Gregorio, un año mayor que él, hasta su recuperación en el verano de 1932 mediante una dura operación quirúrgica. Tras superar el examen de ingreso, comienza estudios de Bachillerato en el Instituto Cervantes en el curso 1932-1933, y comienza estudios de Solfeo en el Conservatorio en 1935. La Guerra Civil sorprende a la familia en Madrid y, ante la imposibilidad de asistir a la escuela, su hermano y él redactan, ilustran y encuadernan una colección de libros de ciencias y artes, lo que termina por marcar el carácter fuertemente autodidacta de Antonio.
Tras la guerra, retoma su formación musical en el Real Conservatorio de Música de Madrid, finalizando Solfeo, Piano, Armonía (premio extraordinario) y Composición, habiendo tenido entre sus profesores a Jesús Guridi (1886-1961) y Conrado del Campo (1878-1953). Posteriormente, amplía sus conocimientos estudiando dirección de orquesta con Eugène Bigot en París en el curso 1955-1056, y Volker Wagenheim en Valencia. Asimismo, asiste a los célebres cursillos de la Accademia Musicale Chigiana, de Siena en el verano de 1956.  
Entre sus composiciones tempranas cabe destacar su Sonata para violín, su Cuartero de cuerda, Cinco canciones sobre textos de José María Pemán, y la Suite Madrid para instrumentos de viento. En 1958, la Suite de cantos populares -que refleja impresiones recibidas por su autor en la región de las Hurdes, y que fue escrita anteriormente como dúo de soprano y viola- recibe el Premio Ciudad de Barcelona; la obra se estrena el 5 de febrero de 1960, interpretada por la Orquesta Municipal de Barcelona (actualmente Orquesta Sinfónica de Barcelona y Nacional de Cataluña) bajo la dirección de Eduard Toldrà
Su brillante expediente en el Conservatorio le lleva a ser invitado a incorporarse al Instituto de Investigación y Experiencias Cinematográficas (posteriormente Escuela Oficial de Cine) en el curso 1953-1954, donde se diploma en Sonido (1957) y en Cámara (1960). Gracias a una beca, cursa en los años 1957-1959 estudios de Óptica y Cámara en el Centro Experimental de Cine (Centro Sperimentale de Cinematografia) de Roma, coincidiendo (¡y compartiendo beca!) con Jorge Grau.
Como integrante de la generación del llamado "Nuevo Cine Español", compone las bandas sonoras de películas dirigidas por Jorge Grau, Manuel Summers, Mario Camus, Miguel Picazo, Antonio Mercero, Vicente Aranda, Luis García Berlanga o Pedro Olea, llegando a simultanear el rol de operador de cámara y de compositor musical en Fiesta con toro, de Gonzalo Sebastián de Erice, Ninette y un señor de Murcia, de Fernando Fernán Gómez y Espia...ndo, de Francisco Ariza.
Además, colabora en la realización de más de 100 cortometrajes, bien como operador, bien aportando la banda sonora, o bien ambos (más de 30 cortometrahes). Participa además en múltiples series de TVE como Cristobal Colón, Cuentos y leyendas, Las aventuras del Hada Rebeca o Un globo, dos globos, tres globos como compositor de la banda sonora, y hace la música de algunas obras de teatro como La feria de Cuernicabra o Gravemente peligrosa. Por último, a través de la productora Cooperativa Cinematográfica Olimpia y la suya propia, CIAPLIND (Cinematografía Aplicada a la Industria), realiza de manera independiente un gran número de documentales (ver enlaces externos) dirigidos principalmente a su exhibición en las salas de cine antes de los largometrajes.
En 1964, en el rodaje de una película, conoce a su futura esposa, Lore M. Meyer, ayudante de script, y de esta relación nacerán sus tres hijos.
Entre 1967 y 1974 fue profesor en la Escuela Oficial de Cine, así como en la Facultad de Ciencias de la Información entre 1972 y 1977, simultaneándolo con su trabajo en el cine tanto como compositor como operador de cámara. A partir de 1979 comienza a ejercer la docencia en el Real Conservatorio de Música de Madrid, obteniendo en 1981 plaza definitiva como profesor de Armonía, y permaneciendo en activo hasta su jubilación en 1989.

## Premios y nominaciones
Medallas del Círculo de Escritores Cinematográficos
| Año  | Categoría           | Películas                                                            | Resultado |
| ---- | ------------------- | -------------------------------------------------------------------- | --------- |
| 1964 | Mejor labor musical | La tía Tula                                                          | Ganador   |
| 1965 | Mejor música        | El juego de la oca Con el viento solano Ninette y un señor de Murcia | Ganador   |
| 1966 | Mejor música        | Mestizo                                                              | Ganador   |

Otros premios
- 1958 – Premio Ciudad de Barcelona.
- 1965 – Con el viento solano, dirigida por Julio Buchs
Premio del Sindicato Nacional del Espectáculo a la Mejor banda sonora.

## Filmografía parcial

### como compositor
- 1962 – Noche de verano - Director: Jordi Grau
- 1963 – Del rosa al amarillo - Director: Manuel Summers
- 1963 – La tía Tula - Director: Miguel Picazo
- 1963 – Se necesita chico - Director: Antonio Mercero
- 1963 – La araña negra - Director: Franz Joseph Gottlieb
- 1964 – El espontáneo - Director: Jordi Grau
- 1964 – La niña de luto - Director: Manuel Summers
- 1964 –  Los cien caballeros (I cento cavalieri) - Director: Vittorio Cottafavi
- 1964 – Muere una mujer - Director: Mario Camus
- 1964 – Potencia para el desarrollo - Director: Manuel del Río
- 1965 – Acteón - Director: Jorge Grau
- 1965 – Con el viento solano - Director: Mario Camus
- 1965 – El día de mañana - Director: Agustín Navarro
- 1965 – El juego de la oca - Director: Manuel Summers
- 1965 – Joaquín Murrieta - Director: George Sherman
- 1965 – La visita que no tocó el timbre - Director: Mario Camus
- 1965 – Mestizo - Director: Julio Buchs
- 1965 – Ninette y un señor de Murcia - Director: Fernando Fernán Gómez
- 1966 – Fata Morgana - Director: Vicente Aranda
- 1966 – Una historia de amor - Director: Jorge Grau
- 1967 – Codo con codo - Director: Víctor Auz
- 1967 – Consigna: Tánger 67 - Director: Sergio Sollima
- 1967 – Cuarenta siglos os contemplan - Director: José María Alonso Pesquera
- 1967 – Espia...ndo - Director: Francisco Ariza
- 1967 – Los caballeros de la antorcha - Director: Pascual Cervera
- 1967 – Oscuros sueños de agosto - Director: Miguel Picazo
- 1968 – No somos de piedra - Director: Manuel Summers
- 1969 – El alma se serena - Director: José Luis Sáenz de Heredia
- 1969 – El bosque del lobo - Director: Pedro Olea
- 1969 – Las gatas tienen frío - Director: Carlos Serrano
- 1969 – Un, dos, tres, al escondite inglés - Director: Iván Zulueta
- 1969 – Soltera y madre en la vida - Director: Javier Aguirre
- 1970 – Cita en Navarra - Director: José Grañena
- 1970 – ¡Vivan los novios! - Director: Luis García Berlanga
- 1970 – Chicas de club - Director: Jordi Grau
- 1971 – Adiós, cigüeña, adiós - Director: Manuel Summers
- 1972 – La novia ensangrentada - Director: Vicente Aranda
- 1973 – El niño es nuestro - Director: Manuel Summers
- 1973 – Las flores del miedo - Director: José María Oliveira
- 1973 – Pena de muerte - Director: Jordi Grau
- 1973 – Pura coincidencia - Director: Antonio Drove
- 1973 – Una vela para el diablo - Director: Eugenio Martín
- 1974 – Los muertos, la carne y el diablo - Director: José María Oliveira
- 1976 – El hombre que supo amar - Director: Miguel Picazo
- 1976 – Las cuatro novias de Augusto Pérez - Director: José Jara
- 1976 – Nosotros que fuimos tan felices (Canción "una débil sombra") - Director: Antonio Drove
- 1978 – Cartas de amor de una monja - Director: Jordi Grau
- 1981 – Jalea real - Director: Carles Mira

### como director de fotografía
- 1963 – Tiempo de violencia - Director: Gianni Bongioanni
- 1965 – Terror en el espacio - Director: Mario Bava
- 1965 – Mañana de domingo - Director: Antonio Giménez-Rico
- 1968 – Un hombre en la trampa - Director: Pascual Cervera
- 1969 – Cuatro desertores - Director: Pascual Cervera
- 1983 – Casas Viejas - Director: José Luis López del Río

### como director de fotografía y compositor
- 1963 - Cortometraje Fiesta con toro - Director: Gonzalo Sebastián de Erice
- 1965 - Cortometraje Electrificando Castilla - Director: José María Gutiérrez
- 1965 - Cortometraje Florinda y el viento - Director: Guillermo F. Zúñiga
- 1965 - Ninette y un señor de Murcia - Director: Fernando Fernán Gómez
- 1965 - Cortometraje Un Mar de piedra - Director: Emilio M. Ayuso
- 1966 - Cortometraje El salto de Torrejón - Director: Luciano González Ejido
- 1966 - Cortometraje Un año de Hidrola - Director: Luciano González Ejido
- 1967 - Cortometraje Valencia 67 - Director: Luciano González Ejido
- 1968 - Cortometraje La Central - Director: José María Gutiérrez Santos
- 1969 - Cortometraje El triunfo de la muerte - Director: José María Gutiérrez Santos
- 1971 - Cortometraje Guerra en el naranjal - Director: Guillermo F. Zúñiga
- 1981 - Nous - Director: José Antonio Ramos Terrados
- 1991 - Cortometraje Iberduero en el Sil - Director: José Antonio Ramos Terrados
- 1991 - Cortometraje La Ribera sagrada - Director: José Antonio Ramos Terrados

## 100 aniversario
En diciembre de 2023, con ocasión de los 100 años desde su nacimiento, se han realizado distintas acciones conmemorativas sobre la polifacética figura de Antonio Pérez Olea:
- 11 de diciembre de 2023: Vida y música de Antonio Pérez Olea - Centro Cultural San Juan Bautista - Madrid
- Mes de diciembre de 2023: diversas proyecciones en Cine Doré - Filmoteca Española